# ميلاني بوث
ميلاني بوث (24 أغسطس 1984 ببيرلينجتون في كندا - ) هي لاعبة كرة قدم كندية في مركز الدفاع، شاركت في الألعاب الأولمبية الصيفية 2012. وشاركت مع منتخب كندا لكرة القدم للسيدات. أما مع النوادي، فقد لعبت مع سكاي بلو وفانكوفر وايتكابس وTampa Bay Hellenic ‏ وToronto Lady Lynx ‏ وVancouver Whitecaps FC (women) ‏ وBoston Renegades ‏ وCentral Florida Krush ‏ وToronto Inferno ‏.

## وصلات خارجية
- ميلاني بوث على موقع الاتحاد الدولي (مؤرشف)  (الإنجليزية)
- ميلاني بوث على موقع قاعدة بيانات كرة القدم.إي يو (الإنجليزية)
- ميلاني بوث على موقع Soccerway.com (الإنجليزية)
- ميلاني بوث على موقع عالم كرة القدم.نت (الإنجليزية)
- ميلاني بوث على موقع أوليمبيديا (الإنجليزية)
- ميلاني بوث على موقع اللجنة الأولمبية الكندية (الإنجليزية)